# Cambise I di Persia
Cambise I (in persiano antico 𐎣𐎲𐎢𐎪𐎡𐎹, Kambūǰiya; 600 a.C. – 559 a.C.) fu un re persiano della dinastia degli Achemenidi.
Durante il VI secolo a.C. gli Achemenidi governarono il regno di Anšan come vassalli dei Medi, allora sovrani della Persia.
Cambise I era figlio di Ciro I, al quale succedette, e padre di Ciro il Grande che pose le basi dell'Impero achemenide.
Secondo lo storico greco Erodoto Cambise I sposò la figlia di Astiage, re dei Medi, di nome Mandane. Tale matrimonio era legato al fatto che il padre di questa, dopo aver avuto un cattivo presagio circa la figlia, aveva scelto di maritarla non a uno dei Medi, ma a un uomo di condizione inferiore.